# Wendlandia nobilis
Wendlandia nobilis är en måreväxtart som beskrevs av Geddes. Wendlandia nobilis ingår i släktet Wendlandia och familjen måreväxter.
Artens utbredningsområde är Thailand. Inga underarter finns listade i Catalogue of Life.